# マルシオ・ゴンザガ・ジ・アゼヴェド
マルシオ・アゼヴェド（Márcio Azevedo）ことマルシオ・ゴンザガ・ジ・アゼヴェド（ポルトガル語: Márcio Gonzaga de Azevedo、1986年2月5日 - ）は、ブラジルのサッカー選手。ポジションはDF。

## クラブ歴
パライバ州グアラビラに生まれた。ECジュベントゥージの下部組織から2004年にトップチームに昇格。当初は出番がなく、初出場は2006年12月3日になり、この試合も5-3の敗北であった。その後は出場機会が増えたものの、レギュラーの座は掴み取れなかった。
2007年夏にフォルタレーザECに期限付き移籍。30試合10得点の大活躍を見せた。
この活躍によって2008年にアトレチコ・パラナエンセに移籍。レギュラーとしてプレーを続けたものの2010年には怪我によって戦線を離脱、その間にレギュラーの座も奪われ、移籍となった。
2011年1月1日にボタフォゴFRに移籍。新たな怪我によってシーズンの多くをベンチで過ごす事となったが、クラブは彼を重視した。翌シーズンはその甲斐もありレギュラーとして出場を重ね、ヨーロッパからの関心を買った。
2013年2月27日にウクライナ・プレミアリーグのFCメタリスト・ハルキウに300万ユーロで移籍。このクラブにはクレイトン・シャヴィエル、ヴィリアン、フィニーニョ、ジャジャ、マルロスと5人のブラジル人が在籍していた。2012-13シーズン後半だけで8試合に出場した彼は、翌シーズンには代えの利かない存在として活躍した。
この活躍がFCシャフタール・ドネツクの監督、ミルチェア・ルチェスクの目に留まり、2014年8月17日に4年契約で移籍、移籍金は400万ユーロとなった。2015年3月9日に怪我のため4ヶ月ほど離脱。その後も完全復帰とは行かず、2017年5月になるまで怪我に苦しみ続けた。
2017年12月末にギリシャ・スーパーリーグのPAOKテッサロニキに期限付き移籍。マリン・レオヴァツの後釜としての移籍であった。レンタル料は半年で40万ユーロであった。
2018年7月24日にアトレチコ・パラナエンセが2019年末までの契約で加入を発表。同年12月17日に2020年末まで契約を延長した。